# Schots cricketelftal (mannen)
Het Schots cricketelftal is het nationale cricketteam van Schotland. Het team speelt zijn thuiswedstrijden in The Grange, een cricketstadion in Edinburgh. Tot 1992 werd Schotland, vertegenwoordigd door het Engeland. Twee jaar later werd het lid van de International Cricket Council en kreeg het direct de zogenaamde ODI-status. 

## Successen
Het elftal heeft anno 2020 drie keer deelgenomen aan het wereldkampioenschap cricket, namelijk het WK in 1999, WK in 2007 en WK in 2015. Het team plaatste zich drie keer voor het wereldkampioenschap Twenty20. Alle keren bleef het in de eerste ronde steken.
De prestigieuze ICC Trophy werd twee keer gewonnen, in 2005 en 2014. Dit is het afrondende toernooi van de wk-kwalificatie. Vanaf 2018 doen ook een aantal testlanden mee die zich niet direct plaatsten voor het wk, waardoor het deelnemersveld een stuk sterker is geworden.
De ICC Intercontinental Cup, een voormalig toernooi bestaande uit first-class-wedstrijden waar alleen de grote testnaties niet aan mee mogen doen, won Schotland in 2004. In 2010 werden ze tweede.

## Resultaten op internationale toernooien

### Wereldkampioenschap
| 1975-1996 · Geen lid van de ICC 1999 · Eerste ronde 2003 · Niet gekwalificeerd | 2007 · Eerste ronde 2011 · Niet gekwalificeerd 2015 · Eerste ronde | 2019 · Niet gekwalificeerd |

### Wereldkampioenschap Twenty20
| 2007 · Eerste ronde 2009 · Eerste ronde | 2010 · Niet gekwalificeerd 2012 · Niet gekwalificeerd | 2014 · Niet gekwalificeerd 2016 · Eerste ronde |

### Overige belangrijke toernooien
| ICC World Cup Qualifier (ICC Trophy)                                                                                       | ICC Intercontinental Cup | Gemenebestspelen     |
| --- | --- | -------------------- |
| - 1979-1994: Geen lid van de ICC - 1997: Derde - 2001: Vierde - 2005: Winnaar - 2009: Zesde - 2014: Winnaar - 2018: Vierde | - 2004: Winnaar - 2005: Eerste ronde - 2006-07: Eerste ronde - 2007-08: Vierde - 2009-10: Tweede - 2011-13: Derde - 2015-17: Zesde | - 1998: Eerste ronde |